# Berthold Nordmann
Berthold Nordmann (* 22. April 1926 in Essen (Oldenburg); † 4. Februar 2013 in Haar) war ein deutscher Fußballspieler. Der offensive Allrounder hat von 1950 bis 1958 für den 1. FC Köln in der Fußball-Oberliga West 143 Ligaspiele absolviert und dabei 56 Tore erzielt.

## Laufbahn

### Jugend und Bonn
Geboren ist Nordmann im Oldenburger Münsterland, wo er auch seine Kindheit verbrachte. Ab 1938 spielte er bei seinem Heimatverein Ballspielverein Essen Fußball. Er legte das Abitur in Quakenbrück ab und wurde 1943 zur Marine eingezogen und war später Marinehelfer in Wilhelmshaven.
Zum Studium zog es ihn nach Ende des Zweiten Weltkriegs nach Bonn, wo er sich 1946/47 dem Bonner FV in der Rheinbezirk-Liga Staffel 5 anschloss. Gleichzeitig war er auch in der Uni-Auswahl aktiv, mit der er dreimal Hochschulmeister wurde. In der Debütsaison der II. Division 1949/50 trat der Angreifer mit Bonn in der 2. Liga West Gruppe 2 an, Bonn belegte aber lediglich den 16. Rang und Nordmann hatte in 17 Ligaeinsätzen zwei Tore erzielt.

### 1. FC Köln, 1950 bis 1958
Präsident Franz Kremer und Spielertrainer Hennes Weisweiler holten den Stürmer zur Saison 1950/51 zum 1. FC Köln, dem ein Jahr zuvor der Aufstieg in die Oberliga West gelungen war. Gemeinsam mit Torwart Frans de Munck, Martin Hirche und Josef Röhrig gab Berthold Nordmann am ersten Spieltag der Saison 1950/51 unter dem damaligen Spielertrainer Hennes Weisweiler bei einem 2:0-Heimerfolg gegen Hamborn 07 sein Debüt bei den Geißböcken. Er bildete dabei mit Jupp Röhrig den linken Flügel. In seiner ersten Oberligasaison avancierte er auf Anhieb zur Stammkraft und bestritt 29 von 30 Meisterschaftsbegegnungen. Mit neun Treffern rangierte er in der teaminternen Torjägerliste hinter Willi Bars, Franz Alexius und Hans Schäfer auf dem vierten Rang und der FC belegte in der Schlusstabelle ebenfalls den vierten Rang.
Dennoch legte er 1951 eine Pause ein, um sich intensiver seinem Studium zu widmen. Als frischgebackener Diplom-Volkswirt stieg er im Laufe der Saison 1952/1953 wieder in den Vertragsspielerkader des 1. FC Köln ein. Nordmann kehrte am 12. Spieltag, den 23. November 1952, bei einer 2:4-Auswärtsniederlage bei Borussia Dortmund wieder in den Spielbetrieb der Oberliga West zurück. Der FC führte mit 22:2 Punkten weiterhin die Tabelle an. Beim 3:0-Auswärtserfolg am 14. Dezember 1952 bei Preußen Münster, trug er sich auch wieder erstmals in die Torschützenliste ein. Er zog mit dem FC als westdeutscher Vizemeister 1953 erstmals in die Endrunde zur Deutschen Meisterschaft ein und kam dort in den zwei Gruppenspielen gegen Eintracht Frankfurt (0:2) und Holstein Kiel (2:2) im Mai zum Einsatz. In der Spielzeit 1953/54 folgte der Westdeutsche Meistertitel und die erneute Endrundenteilnahme, zudem erreichte Nordmann mit den Geißböcken das DFB-Pokal-Finale gegen den VfB Stuttgart. Stuttgart gewann mit 1:0 nach Verlängerung. Im Finale bildete er mit Walter Müller, Georg Stollenwerk, Jupp Röhrig und Hans Schäfer auf Mittelstürmer den Angriff der Kölner. Er hatte es in den meisten Zweikämpfen mit VfB-Mittelläufer Robert Schlienz dabei zu tun gehabt. 
Seinen letzten Einsatz in der Oberliga West absolvierte Nordmann am 16. März 1958 bei einem 1:1 bei Preußen Münster auf Linksaußen. Der FC wurde mit einem Punkt Rückstand gegenüber Meister FC Schalke 04 Vizemeister und der Angreifer hatte nochmals in 21 Ligaeinsätzen zehn Tore für Köln erzielt. Nach acht Jahren, in denen er 154 Pflichtspiele bestritt und 64 Tore erzielte, beendete er seine aktive Laufbahn.
Auf dem Spielfeld war Nordmann immer in Bewegung und hatte ein großes Repertoire an Tricks und Finten zur Verfügung. Er war ein zweikampfstarker und beidfüßiger Offensivallrounder mit Vollstreckerqualitäten, der am liebsten als Mittelstürmer oder Linksaußen agierte.

### Nach der fußballerischen Laufbahn
Im Sommer 1958 beendete der passionierte Tennisspieler und Skisportler seine Fußballerkarriere und begann eine erfolgreiche Laufbahn bei der Kaufhof AG. Er bekleidete dort mehrere Jahre lang eine Führungsposition und stieg 1966 zum Geschäftsführer der Filiale am Münchner Rotkreuzplatz auf. Am 1. Mai 1991 ging er in den Ruhestand. Mehr als 40 Jahre lebte der Vater dreier Söhne gemeinsam mit seiner Ehefrau in Haar bei München.

## Vereine
- bis 1950 Bonner FV
- 1950–1958 1. FC Köln

### Statistik
- Oberliga West
143 Spiele; 56 Tore
- Endrunde um die Deutsche Meisterschaft
4 Spiele; 1 Tor
- Westdeutscher Pokal
5 Spiele; 7 Tore
- DFB-Pokal
2 Spiele

### Erfolge
- 1953 Westdeutscher Vizemeister
- 1954 Westdeutscher Meister
- 1954 DFB-Pokal-Finale